# Woodsia saitoana
Woodsia saitoana är en hällebräkenväxtart som beskrevs av Tag. Woodsia saitoana ingår i släktet Woodsia och familjen Woodsiaceae. Inga underarter finns listade.